# Campo dos Padres
O campo dos Padres é um imenso planalto na serra Geral, no estado de Santa Catarina, no qual estão localizadas as maiores elevações do estado: o morro da Boa Vista, com 1827 m de altitude, e o morro da Bela Vista do Ghizoni com 1823,49 m.

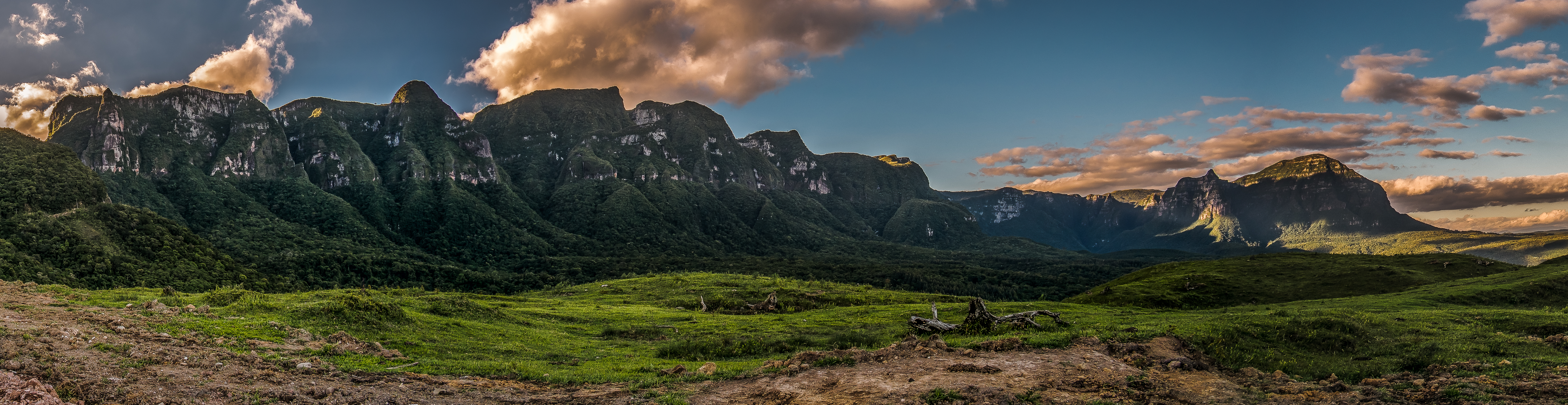
Panorâmica da base do campo dos Padres

A borda do campo dos Padres cai verticalmente por cerca de 500 m. É no campo dos Padres que estão as nascentes dos rios Canoas e Tubarão.